# D-プロリンデヒドロゲナーゼ
D-プロリンデヒドロゲナーゼ(D-proline dehydrogenase, EC 1.5.99.13)は、系統名をD-プロリン:受容体 オキシドレダクターゼ(D-proline:acceptor oxidoreductase)という酵素である。他に、D-Pro DH、D-Pro dehydrogenase、dye-linked D-proline dehydrogenase等とも呼ばれる。以下の化学反応を触媒する。
D-プロリン + 受容体 {\displaystyle \rightleftharpoons } 1-ピロリン-2-カルボキシル酸 + 還元型受容体
この酵素は、フラボタンパク質(FAD)である。